# Ангарский городской округ
Анга́рский райо́н — административно-территориальное образование (район) и образованное в его границах одноимённое муниципальное образование со статусом городского округа в южной части Иркутской области России. Административный центр — город Ангарск.
Официальное наименование муниципального образования — муниципальное образование «Анга́рский городско́й о́круг». Сокращённые наименования муниципального образования — Ангарский городской округ, МО «АГО», АГО.

## История
Новая административно-территориальная единица «Ангарский район» была образована 20 января 1993 года. Территория состояла из Савватеевского, Одинского сельских Советов народных депутатов, Мегетского поселкового Совета народных депутатов, которые передали в административное подчинение городу Ангарску. Для района была выделена территория общей площадью почти 72 тысячи гектаров из Иркутского и Усольского районов. Через неполных четыре года территория в границах района во главе с городом Ангарском получила статус муниципального образования и стала именоваться Ангарским муниципальным образованием.
С 1 января 2015 года началась новейшая история территории.
Законом Иркутской области от 10 декабря 2014 года № 149-03 все муниципальные образования Ангарского муниципального образования (муниципальное образование «город Ангарск», Мегетское муниципальное образование, Одинское муниципальное образование и Савватеевское муниципальное образование) объединены и наделены статусом городского округа.
Ангарский городской округ площадью 1150 квадратных километров расположен в юго-западной наиболее освоенной и экономически развитой части Иркутской области.

### Состав территории
В соответствии с Законом Иркутской области № 149-03 «О преобразовании муниципальных образований Ангарского района Иркутской области» в состав территории Ангарского городского округа входят земли следующих населенных пунктов: города Ангарска, поселка Мегет, сел Савватеевка и Одинск, поселков Звездочка, Зверево, Ключевая, Ударник, Новоодинск, Стеклянка, деревень Зуй, Чебогоры, заимок Ивановка и Якимовка.
Административный центр  Ангарского городского округа – город Ангарск.

### Социально-экономическое положение
По социально-экономическому потенциалу территория занимает одно из ведущих мест в экономике Иркутской области. На Ангарский городской округ приходится 13,2 % промышленной продукции и 10 % численности населения области.
Главную роль в экономике городского округа играет промышленный комплекс. Основу промышленного профиля составляют предприятия по нефтепереработке и нефтехимии, строительству и производству строительных материалов, транспорту, производству и распределению электроэнергии, газа и воды, атомная промышленность.
Основные предприятия Ангарского городского округа: АО «Ангарская нефтехимическая компания», АО «Ангарский электролизный химический комбинат», АО «Ангарский завод полимеров», ООО «Транснефть-Восток», АО «Ангарскцемент», ООО «Ангарский Азотно-туковый завод».

### Численность населения
Население округа составляет 231 890 человек, из них 219 745 – городское население и 12 145 человек – сельское (по данным на 01.01.2022 год).

### Агропромышленный комплекс
Ангарский городской округ – территория с развитым сельхозпроизводством. Сельское хозяйство округа это: два крупных, пять средних и малых сельскохозяйственных предприятий, 10 крестьянско-фермерских хозяйств, три сельскохозяйственных кооператива, более 3,5 тысяч личных подсобных хозяйств, 142 садоводческих товарищества.
В Ангарском городском округе 17,5 тысяч гектаров земель сельхозназначения. Крупнейшие сельхозтоваропроизводители Ангарского городского округа: АО «Ангарская птицефабрика», АО «Тепличное», АО «Одинск», ООО «Крестьянское хозяйство Зуева В.А.», ООО «Фан-Фан», ООО «Саяны», ООО «КЛАС».

### Образование
Система образования Ангарского городского округа это 109 муниципальных образовательных организаций и две частные школы, 67 дошкольных образовательных организаций, 37 общеобразовательных организаций. В том числе: одна начальная школа-детский сад, две общеобразовательных организации с углубленным изучением отдельных предметов, две гимназии, два лицея, открытая (сменная) общеобразовательная школа) и пять учреждений дополнительного образования.
Методическое сопровождение педагогов осуществляет учреждение дополнительного профессионального образования – МБУ ДПО «Центр обеспечения развития образования».
Для расширения возможностей образования детей усовершенствованы условия для реализации дополнительных общеразвивающих программ в школах округа.
Созданы три Центра образования естественно-научного и технологического профилей «Точка роста» в школах поселка Мегет, сёл Одинск и Савватеевка. Открыт школьный «Кванториум» в школе № 10 с углубленным изучением отдельных предметов.
В школе № 17 создан центр развития компетенций  «МультиЛаб». Медиастудия начала работать на базе Военно-патриотической школы «Мужество» им. Ю.А. Болдырева. В пяти муниципальных общеобразовательных организациях (школы № 5, 10,17, 38 и 40) реализуются образовательные процессы по разработке, производству и эксплуатации беспилотных авиационных систем (БАС).
С момента образования единого Ангарского городского округа достигнуты позитивные результаты по обеспечению доступности дошкольного образования в округе. В период с 2015 по 2022 год на территории округа построены пять зданий дошкольных организаций в поселке Мегет, 17, 22, 29 и 32 микрорайонах Ангарска. Это позволило полностью решить проблему очередей в детские сады. Местами обеспечены все дошкольники от года до шести лет.
Для создания новых мест в школах Ангарского округа и организации образовательного процесса в одну смену с 2017 года введено 1 875 новых ученических мест. Этого достигли благодаря строительству школы в микрорайоне Китой, завершению строительства объекта-долгостроя с 30-летней историей - школы в 7а микрорайоне, капитальному ремонту школы № 38, вводу в эксплуатацию после капитального ремонта вторых корпусов для начальных классов школы № 10 (бывшее здание ПУ-8) и школы № 37 имени Героя России А. М. Королькова.

### Здравоохранение
На территории Ангарского городского округа действуют 16 лечебных учреждений.

### Культура
В сфере культуры Ангарского городского округа 13 учреждений культуры и дополнительного образования. Это пять детских школ искусств, одна художественная школа, Городской музей, Централизованная библиотечная система, три Дворца культуры и два сельских дома культуры. Учреждения используют различные интерактивные современные формы и методы проведения мероприятий.
Дворцы и дома культуры – это культурно-развлекательные комплексы, которые имеют концертные залы от 150 до 800 мест с профессиональным звуковым и световым оборудованием, малыми залами для проведения презентаций и творческих вечеров, с просторными банкетными пространствами. Есть и дополнительные помещения: компьютерный класс, спортивные залы, хоккейные корты, многофункциональные игровые площадки. Во дворцах и домах культуры ежегодно проходят международные, всероссийские областные и муниципальные фестивали по всем видам искусств.
На базе библиотек функционирует 17 информационных центров. В Центральной городской библиотеке находится центр муниципальной и правовой информации. Открыт единственный в Приангарье виртуальный филиал Санкт-Петербургского Русского музея «Информационно-образовательный центр «Русский музей». В рамках национального проекта «Культура» в 2019 году открыта модельная библиотека, а в 2021 году начал работу виртуальный концертный зал. Произошли изменения в технологии и способах обслуживания читателей. В библиотеках работают клубы по интересам, проводятся встречи с интересными людьми, тематические творческие вечера по различным видам искусств.
Предметом гордости ангарчан являются Музей часов и Музей минералов.
В Музее часов собрана уникальная экспозиция, в которой насчитывается более 1200 экспонатов со всего мира. Основой для его создания в 1968 году послужила коллекция Павла Васильевича Курдюкова, которая формировалась на протяжении более 50 лет. В музее есть возможность в голографической пирамиде рассмотреть внутреннее устройство часов, увидеть на сенсорном столе информацию о музейных предметах или почитать комиксы о них, при помощи очков виртуальной реальности познакомиться с историей часов Советского Союза.
В Музее минералов насчитывается более 1600 экспонатов. В начале шестидесятых годов XX века любители камня геологического отдела ГПИИ «Оргстройпроект» во главе с Василием Михайловичем Дубровиным начали сбор коллекции минералов, а позже коллекция была передана городу. Посетители музея имеют возможность посмотреть внутреннее строение минералов в рамках проекта «Кристаллическое чудо», увидеть арт-объект «Стеклянный пол – подземелье минералов» и познакомиться с морскими загадками океанических глубин.
Музей Победы – это два музея: Музей истории Великой Отечественной войны, где представлены подлинные предметы военного времени, в том числе по истории подпольной организации «Молодая гвардия», и Музей истории Ангарска – города, рожденного Победой. Это учреждение стало центром патриотического воспитания молодежи. Музей основан 8 мая 1968 года ветераном Великой Отечественной войны подполковником Иваном Никитовичем Пурасом в память о страшных для нашей страны днях, полных мужества, отваги, сплоченности всего советского народа.

### Спорт
В Ангарском городском округе шесть спортивных школ, работают спортивные залы, плавательные бассейны, лыжные базы, две ледовые арены с искусственным льдом, современные универсальные спортивные площадки.
На всю Сибирь известен ледовый дворец спорта «Ермак», где проводятся хоккейные матчи всероссийского уровня. Гордостью территории является хоккейная команда «Ермак», на домашних играх оранжевую дружину поддерживает семь тысяч зрителей. С 2007 года «Ермак» входит в высшую лигу отечественного хоккея, а в 2010 году с образованием ВХЛ стал её участником.
На открытом стадионе «Ангара» в 2015 году появилось профессиональное футбольное искусственное покрытие площадью 7700 квадратных метров, позволяющее проводить масштабные соревнования.
В 2021 году при спортшколах «Сибиряк» «Ангара» сделаны футбольные покрытия с искусственным газоном. В этом же году завершен капитальный ремонт нижних ярусов западной и восточной трибун стадиона «Ангара», включая капитальный ремонт легкоатлетического манежа.
На территории Ангарского городского округа действует современный лыжно-биатлонный комплекс «Ангарский». К услугам любителей и профессиональных спортсменов три разнопрофильные трассы протяженностью по 5 км, лыже-роллерная трасса – 2,3 км, освещенная трасса – 2,4 км, сервис по подготовке и ремонту инвентаря, услуги инструктора для начинающих. Лыжные трассы здесь готовят при помощи современного профессионального оборудования в соответствии с требованиями международной федерации лыжных гонок.

### Туризм
Ангарск – уникальный и неповторимый город. В регионе он известен, прежде всего, как город промышленный. Несмотря на то, что Ангарск – город молодой, нам есть, что показать.
Ангарск по задумке ленинградских архитекторов должен быть стать уголком Петербурга в миниатюре. Мотивы города на Неве звучат в узорах чугунных оград парков, в зубчатых фронтонах на фасадах зданий, в орнаментах и лепнине исторического центра города, а шпиль на главной площади города перекликается со шпилем Адмиралтейства.
Самые популярные туристические маршруты Ангарского округа, которые способны заинтересовать абсолютно каждого: «Ангарские образы Петербурга», «Город, устремленный в будущее»» и «Арт-объекты города». Каждый маршрут раскрывает город с особенной стороны.
«Ангарские образы Петербурга» – этот маршрут основан на сходстве архитектурных и культурных элементов Ангарска и Санкт-Петербурга. Все точки маршрута подобраны так, что позволяют получить максимально полное представление об Ангарске.
«Город, устремленный в будущее» знакомит туристов с историей Ангарска, он включает в себя первые улицы и здания, с которых начинался город. Гости смогут увидеть главные памятники и малые архитектурные формы, в том числе новые объекты, ставшие достопримечательностью города.
Маршрут «Арт-объекты города» знакомит с историей создания необычных арт-объектов и малых архитектурных форм украшающих город. Это и легендарный Сурок, скульптура, созданная по идеи Сальвадора Дали, птица Счастья и подкова на Набережной, где можно загадать желание.
Жемчужина Ангарского городского округа – парк деревянных скульптур «Лукоморье», на территории которого проходит одноименный Международный фестиваль деревянной скульптуры, включенный в «Книгу рекордов Иркутской области. Здесь можно полной грудью вдохнуть свежий воздух, пропитанный запахом сосны, набрать чистейшей воды, из  источников минеральных вод с различными целебными свойствами.

## Границы
Ангарский Городской Округ граничит с Иркутским, Шелеховским и Усольским районами.
Площадь района составляет 1150 км².

## Население
| 2002     | 2009     | 2010     | 2011     | 2012     | 2013     | 2014     |
| -------- | -------- | -------- | -------- | -------- | -------- | -------- |
| 11 574   | ↗11 869  | ↗245 577 | ↘245 382 | ↘244 631 | ↘243 474 | ↘241 757 |
| 2015     | 2016     | 2017     | 2018     | 2019     | 2020     | 2021     |
| ↘239 574 | ↘238 875 | ↘238 508 | ↘238 001 | ↘237 713 | ↘236 912 | ↘232 941 |
| 2024     | 2025     |          |          |          |          |          |
| ↘229 085 | ↘228 708 |          |          |          |          |          |

Характеристика
В 2010 году численность всего населения — 252,7 тыс. чел., из которых сельского — 2924 человека. Из-за невысокого уровня рождаемости в районе наблюдается увеличение доли лиц трудоспособного возраста и старше, за счёт уменьшения доли детей в общей численности населения.

## Административное устройство
Согласно закону Иркутской области № 105-оз от 16 декабря 2004 года «О статусе и границах муниципальных образований Ангарского района Иркутской области» в состав территории Ангарского муниципального образования входят территории следующих муниципальных образований, объединяющих 10 населённых пунктов:
До 1 января 2015 года в Ангарском районе было 14 населённых пунктов в составе 2 городских и 2 сельских поселений:
| № | Городские и сельские поселения            | Административный центр | Количество населённых пунктов | Население | Площадь, км2 |
| - | ----------------------------------------- | ---------------------- | ----------------------------- | --------- | ------------ |
| 1 | муниципальное образование «город Ангарск» | город Ангарск          | 1                             | 229 592   |              |
| 2 | Мегетское муниципальное образование       | пгт Мегет              | 6                             | 9470      |              |
| 3 | Одинское муниципальное образование        | село Одинск            | 4                             | 1128      |              |
| 4 | Савватеевское муниципальное образование   | село Савватеевка       | 3                             | 1567      |              |

1 января 2015 года все муниципальные образования объединены в один городской округ — Ангарское городское муниципальное образование.
Населённые пункты
В сносках к названию населённого пункта указана административно-территориальная принадлежность

| Ангарск     | ↘216 973 |
| Мегет       | ↘8605    |
| Савватеевка | ↗1409    |
| Одинск      | ↗945     |
| Зуй         | ↗318     |

| Ударник    | →143 |
| Ивановка   | ↘93  |
| Новоодинск | →87  |
| Стеклянка  | ↘51  |
| Звёздочка  | ↗51  |

| Якимовка | ↗56 |
| Чебогоры | ↘39 |
| Ключевая | ↘21 |
| Зверево  | ↘10 |

## Ресурсы
Лесные ресурсы оцениваются в 6,0 млн.м³, из них хвойных пород — 2,9 млн м³. Однако более 80 % лесопокрытой площади занимают насаждения молодых возрастных групп, а эксплуатационные запасы составляют всего 0,8 млн м³, в том числе хвойных пород — 0,3 млн м³.
Водные ресурсы практически неограниченны (с позиции количества, а не качества).
Сырьевую базу составляют 6 месторождений естественных полезных ископаемых,эксплуатируются только два. Продукты их добычи используются, в том числе, в качестве строительных материалов.